# Henrique Capriles Radonski
Henrique Capriles Radonski (Caracas, 1972. július 11. –) venezuelai ügyvéd, politikus, az „Első az Igazság Párt” (Primero Justicia) tagja. 2004-től 2008-ig Baruta kerület polgármestere volt Caracasban. 2008 novemberében Miranda állam kormányzójává választották, felváltva az őt megelőző Diosdado Cabellót. Capriles a 2012-es elnöki választáson az ellenzék jelöltje volt, de 44,14%-os eredményével alulmaradt Hugo Chávezzel szemben.